# 米切尔·瓦特
米切尔·瓦特（英語：Mitchell Watt，1988年3月25日—），澳大利亚男子田径运动员，主攻跳远。他曾代表澳大利亚参加2012年夏季奥林匹克运动会田径比赛，获得男子跳远银牌。